# پورتامنتو (آلبوم)
پورتامنتو (به انگلیسی: Portamento) دومین آلبوم استودیویی از گروهٔ موسیقی ایندی پاپ آمریکایی درامز می‌باشد که در ۲ سپتامبر سال ۲۰۱۱ از سوی موشی موشی و آیلند رکوردز در بریتانیا منتشر گردید؛ و پیش از آن، تک‌آهنگ اصلی با نام «پول» در ۱۹ اوت سال ۲۰۱۱ منتشر شده بود.